# Hilir Henno
Hilir Henno (ur. 12 września 2003 w Pornichet) – francuski siatkarz, grający na pozycji przyjmującego.
Pochodzi z rodziny siatkarskiej. Ojcem Hilira jest siatkarz Hubert Henno, który w swojej karierze grał w wielu najlepszych klubach oraz był wielokrotnym reprezentantem Francji. Jego mama Alketa, która jest Albanką, również grała w siatkówkę jak i jego młodszy o 2 lata brat Mathis. Kuzyn Benjamin, także jest siatkarzem.
Po zakończonym sezonie 2024/2025 w University of California, Irvine został uhonorowany nagrodą AVCA Distinction of Excellence Award, przyznawaną studentom-sportowcom, których osiągnięcia mają długofalowy wpływ na drużynę i cały sport. Wyrównał rekord asów rozgrywek NCAA, zdobywając łącznie 255 punktów z pola serwisowego. Po zakończonym sezonie 2023/2024 w kalifornijskim uniwersytecie otrzymał nagrodę AVCA National Collegiate Player of the Year, czyli Krajowego Gracza Roku – MVP oraz najlepszego punktującego ligi akademickiej NCAA.

## Sukcesy klubowe
Big West Conference:
- 2023[9]

## Sukcesy reprezentacyjne
Mistrzostwa Europy U-17:
- 2019[10]

Mistrzostwa Europy U-22:
- 2024[11]
- 2022[12]

Mistrzostwa Europy Juniorów:
- 5. miejsce 2022[13]

## Nagrody indywidualne
- 2019: Najlepszy przyjmujący Mistrzostw Europy U-17[14]
- 2024: Najlepszy przyjmujący Mistrzostw Europy U-22[15]